# Manoir de Rogosi
Le manoir Rogosinsky, ou manoir de Rogosi (en allemand : Gutshaus Rogosinsky; en estonien: Rogosi mõis) est un manoir estonien situé à Rogosi dans la région de Võru (du temps de l'Empire russe: district de Werro, appartenant au gouvernement de Livonie) et la commune d'Haanja. Son nom provient de son seigneur polonais, le prince Stanislas Rogozinsky, qui en fut le propriétaire de 1603 à 1625.

## Historique

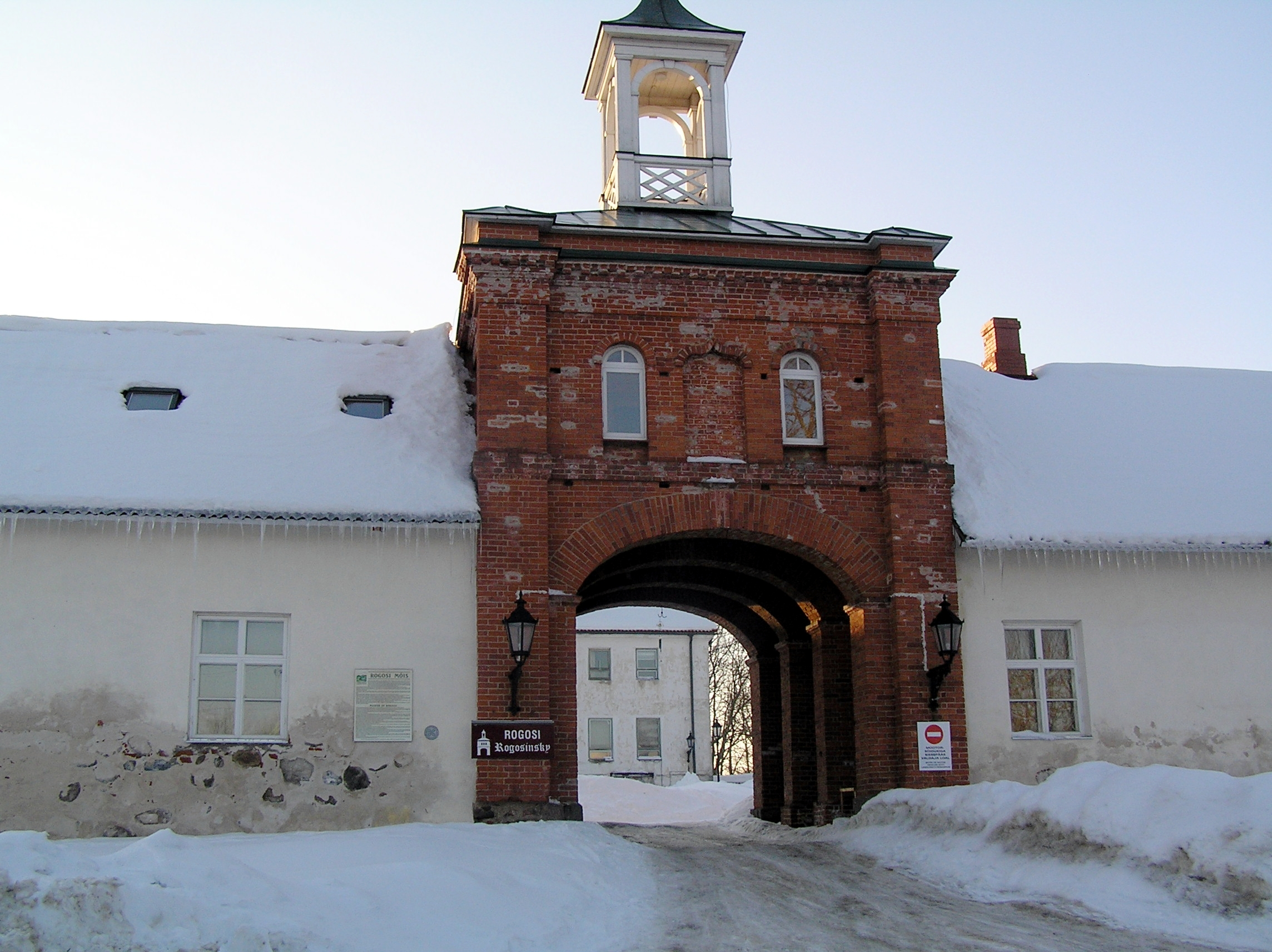
Entrée de la cour du manoir

Le domaine a été mentionné pour la première fois par écrit en 1591. La contrée passe en 1629 de la Pologne à la couronne de Suède et le roi Gustave-Adolphe l'attribue en fief à Clas Hermann von Liebsdorff, directeur de l'enseignement des lycées à Berlin. Le domaine passe par mariage en 1776 à la famille von Glasenapp qui le garde jusqu'en 1919, date de la nationalisation des domaines fonciers par la nouvelle république estonienne. Toutefois des membres de la famille ont le droit de vivre encore dans une partie du château pendant quelques années. Le manoir devient une école en 1934.
Le manoir se trouve à l'emplacement d'une ancien petit château fortifié. Il date du dernier quart du XVIIIe siècle, mais a été fortement remanié au XIXe siècle.
Le manoir est aujourd'hui un hôtel, avec un petit musée régional dans le bâtiment de la tour d'entrée. Il a été récemment restauré pour 1,2 million de couronnes. On y donne régulièrement des concerts et des expositions. Des chambres et des appartements sont à louer et des salons sont également loués pour des séminaires, des conférences ou des réceptions. C'est aussi un centre de remise en forme avec un sauna. Il est entouré d'un parc de près de 4 hectares cerné d'eau de trois côtés.

## Source
- (et) Cet article est partiellement ou en totalité issu de l’article de Wikipédia en estonien intitulé « Rogosi mõis » (voir la liste des auteurs).